# Allstedt
Allstedt (Ausspracheⓘ) ist eine Stadt im Landkreis Mansfeld-Südharz im Südwesten Sachsen-Anhalts.

## Lage
Die Stadt liegt nur wenige Kilometer von der thüringischen Landesgrenze entfernt. In der Stadtflur verlaufen zwei Flüsse, die kleinere Rohne, die aus dem Hornburger Sattel im Nordosten kommt, und die größere Helme, die aus Richtung Westen kommend bei Katharinenrieth nach Süden zur Mündung in die Unstrut abbiegt. Die Helme bildet mit der Unstrut hier eine fruchtbare Ebene (Das Ried in der goldenen Aue). Nördlich von Allstedt beginnen die Ausläufer des Südharzes, im Westen sieht man das markante Kyffhäuser-Gebirge. Im Süden, nach Überquerung des breiten Unstruttales, liegt der Bergrücken der Hohen Schrecke und im Osten fällt nach einer Hügellandschaft hinter Querfurt das Gelände allmählich zur Saale hin ab. Südöstlich von Allstedt liegt der Naturpark Saale-Unstrut-Triasland.
Die Nachbargemeinden von Allstedt sind Mansfeld im Norden, Blankenheim und die Lutherstadt Eisleben im Osten, Querfurt (Saalekreis), Roßleben-Wiehe, Artern und Mönchpfiffel-Nikolausrieth (die letzten drei im Kyffhäuserkreis) im Süden sowie Edersleben und Sangerhausen im Westen.

## Stadtgliederung
Allstedt gliedert sich in eine Kernstadt und zwölf Ortschaften, die Nachfolger der eingemeindeten Gemeinden. Diese sind in folgender Tabelle aufgelistet:
| Ortschaft       | Einwohner | Ortsteile                          | Die Ortschaften von Allstedt (anklickbare Karte) |
| Allstedt        | 2959      | Allstedt und Klosternaundorf       | Die Ortschaften von Allstedt (anklickbare Karte) |
| Beyernaumburg   | 804       | Beyernaumburg (763), Othal (41)    | Die Ortschaften von Allstedt (anklickbare Karte) |
| Emseloh         | 557       | Emseloh                            | Die Ortschaften von Allstedt (anklickbare Karte) |
| Holdenstedt     | 666       | Holdenstedt                        | Die Ortschaften von Allstedt (anklickbare Karte) |
| Katharinenrieth | 211       | Katharinenrieth                    | Die Ortschaften von Allstedt (anklickbare Karte) |
| Liedersdorf     | 273       | Liedersdorf                        | Die Ortschaften von Allstedt (anklickbare Karte) |
| Mittelhausen    | 541       | Einsdorf (158), Mittelhausen (383) | Die Ortschaften von Allstedt (anklickbare Karte) |
| Niederröblingen | 427       | Niederröblingen                    | Die Ortschaften von Allstedt (anklickbare Karte) |
| Nienstedt       | 363       | Einzingen (162), Nienstedt (201)   | Die Ortschaften von Allstedt (anklickbare Karte) |
| Pölsfeld        | 383       | Pölsfeld                           | Die Ortschaften von Allstedt (anklickbare Karte) |
| Sotterhausen    | 241       | Sotterhausen                       | Die Ortschaften von Allstedt (anklickbare Karte) |
| Winkel          | 316       | Winkel                             | Die Ortschaften von Allstedt (anklickbare Karte) |
| Wolferstedt     | 686       | Wolferstedt                        | Die Ortschaften von Allstedt (anklickbare Karte) |

Die Einwohnerzahlen beziehen sich auf den 30. Juli 2013.

## Klima
Der Jahresniederschlag beträgt 488 mm. Die Niederschläge sind extrem niedrig. Sie liegen im unteren Zwanzigstel der in Deutschland erfassten Werte. An nur 2 % der Messstationen des Deutschen Wetterdienstes werden niedrigere Werte registriert. Der trockenste Monat ist der Februar, die meisten Niederschläge fallen im Juni. Im Juni fallen 2,1-mal mehr Niederschläge als im Februar. Die Niederschläge variieren mäßig. An 51 % der Messstationen werden niedrigere jahreszeitliche Schwankungen registriert.

## Geschichte

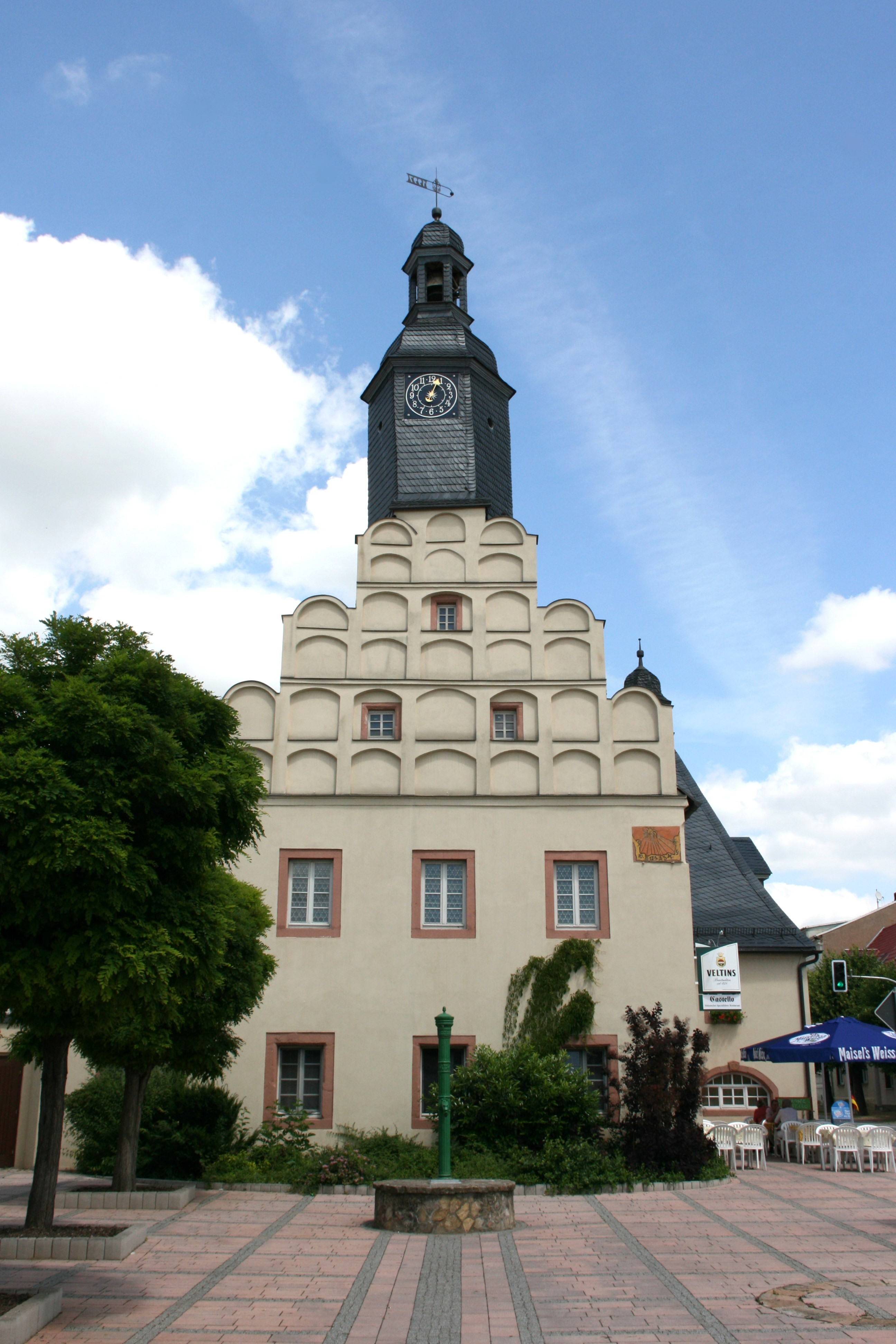
Rathaus

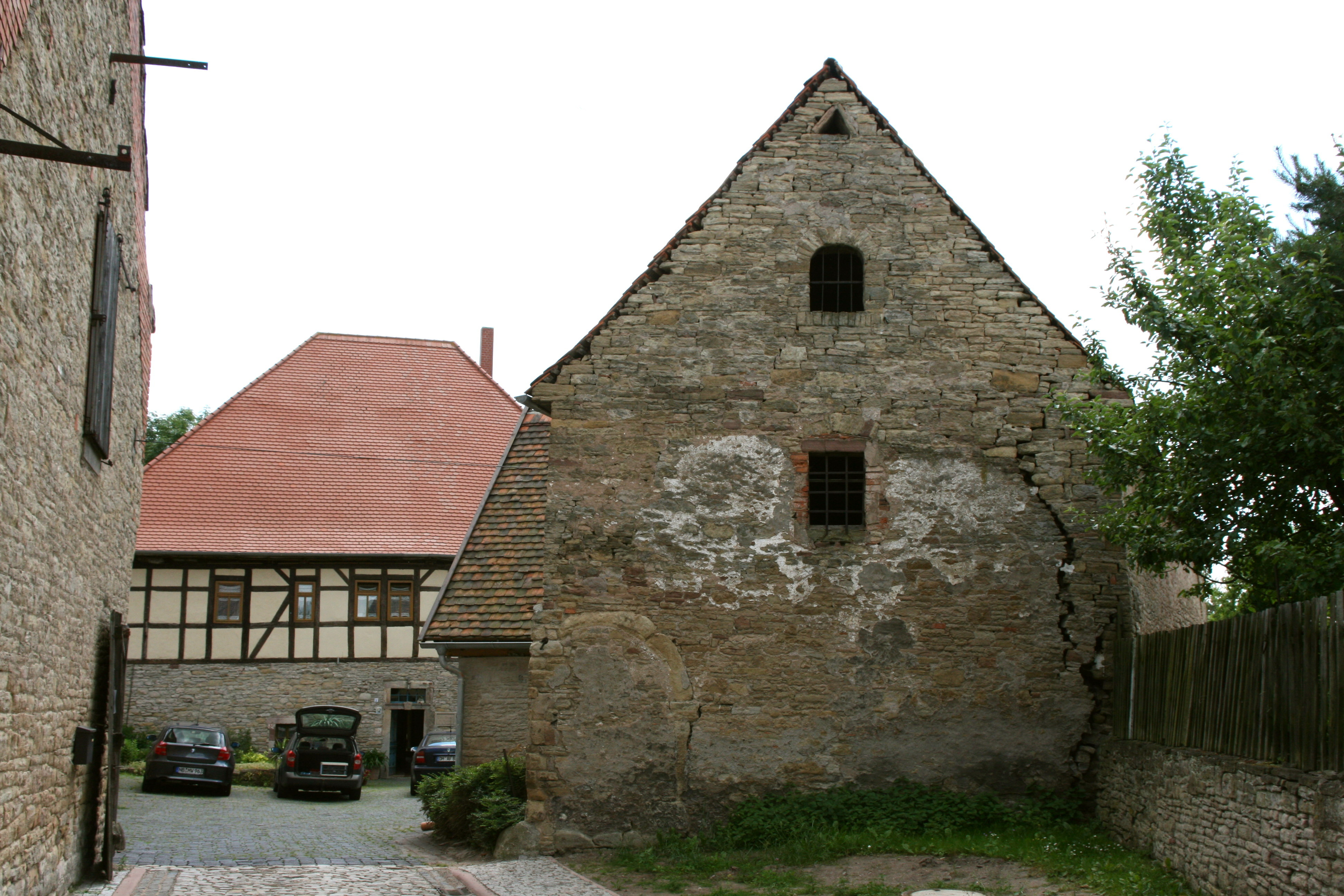
Stadtmühle

Allstedt existierte als althüringisches Dorf schon im 5./6. Jahrhundert. In einem zwischen 881 und 899 entstandenen Verzeichnis des Zehnten des Klosters Hersfeld wird Allstedt als zehntpflichtiger Ort Altstedi im Friesenfeld genannt. Heinrich I. unterschrieb im Jahr 935 in Allstedt eine Urkunde. Allstedt wurde Königshof, später Kaiserpfalz.
Das erloschene Ministerialengeschlecht „von Allstedt“ hatte vom 12. bis in die Mitte des 14. Jh. hier seinen Stammsitz. Um 1200 wurde die Wigberti-Kirche als Steinbau neu errichtet. Allstedt erhielt 1425 die Stadtrechte, ab 1516 führte die Stadt ein Siegel. Thomas Müntzer wurde 1523 Pastor an der Johanniskirche. Er predigte in deutscher Sprache. Er hielt am 13. Juli 1524 in der Schlosskapelle vor Herzog Johann und dem Kurfürsten Friedrich die „Fürstenpredigt“. 1568 wurde eine neue Schule erwähnt und seit 1570 sind Weinbau-Erträge bezeugt.
Im Dreißigjährigen Krieg hausten Wallensteins, Tillys und Gustav Adolfs Soldaten in Allstedt. Die Pest suchte Allstedt 1681 heim: von Mai bis Dezember starben in der Stadt 817 Menschen. Die neue St.-Johannes-Kirche wurde 1765 eingeweiht.
Johann Wolfgang von Goethe weilte zwischen 1776 und 1802 oft in Allstedt zu Staatsgeschäften. Auf dem Schloss schrieb er unter anderem einige Akte seiner „Iphigenie“. Das erste Allstedter Wochenblatt erschien 1840. Eine Zuckerfabrik wurde 1851, eine Malzfabrik 1885 und ein Metallwerk 1890 errichtet. 1894 erfolgte der Anschluss ans Eisenbahnnetz und lag an der Strecke Oberröblingen–Allstedt. 1899 bekam Allstedt Straßenbeleuchtung mit Gaslaternen.
Im Ersten Weltkrieg fielen 114 Allstedter als Soldaten. 1920 kam Allstedt, ehemals Teil des Großherzogtums Sachsen-Weimar-Eisenach, mit dem Landkreis Weimar als Exklave zum Land Thüringen. 1922 wurde Allstedt an das Stromnetz angeschlossen.
Am 11. April 1945 wurde Allstedt durch US-Flugzeuge bombardiert. Elf Personen wurden getötet und es entstanden größere Gebäudeschäden.
Dann zogen die US-Amerikaner in Allstedt ein. Der Malermeister Robert Deterra hatte für das Hissen von weißen Fahnen gesorgt, wofür er von Bürgermeister und NSDAP-Ortsgruppenleiter Conrad Kirst zum Tode verurteilt wurde. In den Wirren der Besetzung konnte er jedoch fliehen und sein Leben retten.
Im Juli übernahm die Sowjetarmee ihre Besatzungszone. Es erfolgte die Entnazifizierung, die Demontage der Betriebe begann. Flüchtlinge und Vertriebene aus den Deutschen Ostgebieten kamen nach Allstedt, das mit Wirkung vom 1. Oktober 1945 dem Landkreis Sangerhausen der Provinz Sachsen zugeordnet wurde.
1946 begann die Bodenreform. Ein Hochwasser überflutete 1947 Allstedt. 1952 wurde mit dem Bau des Flugplatzes der sowjetischen Armee begonnen. Die Kollektivierung in der Landwirtschaft erfolgte 1960. Im Jahr 1973 stellte die Reichsbahn den Personenverkehr zwischen Oberröblingen und Allstedt ein. Das Schloss wurde 1974 renoviert und ein Museum eingerichtet.
Am 1. Januar 2010 wurden die bis dahin selbständigen Gemeinden Beyernaumburg, Emseloh, Holdenstedt, Katharinenrieth, Liedersdorf, Mittelhausen, Niederröblingen (Helme), Nienstedt, Pölsfeld, Sotterhausen und Wolferstedt aus der Verwaltungsgemeinschaft Allstedt-Kaltenborn in die neue Stadt Allstedt eingegliedert. Am 1. September 2010 folgte per Gesetz Winkel.

## Religion

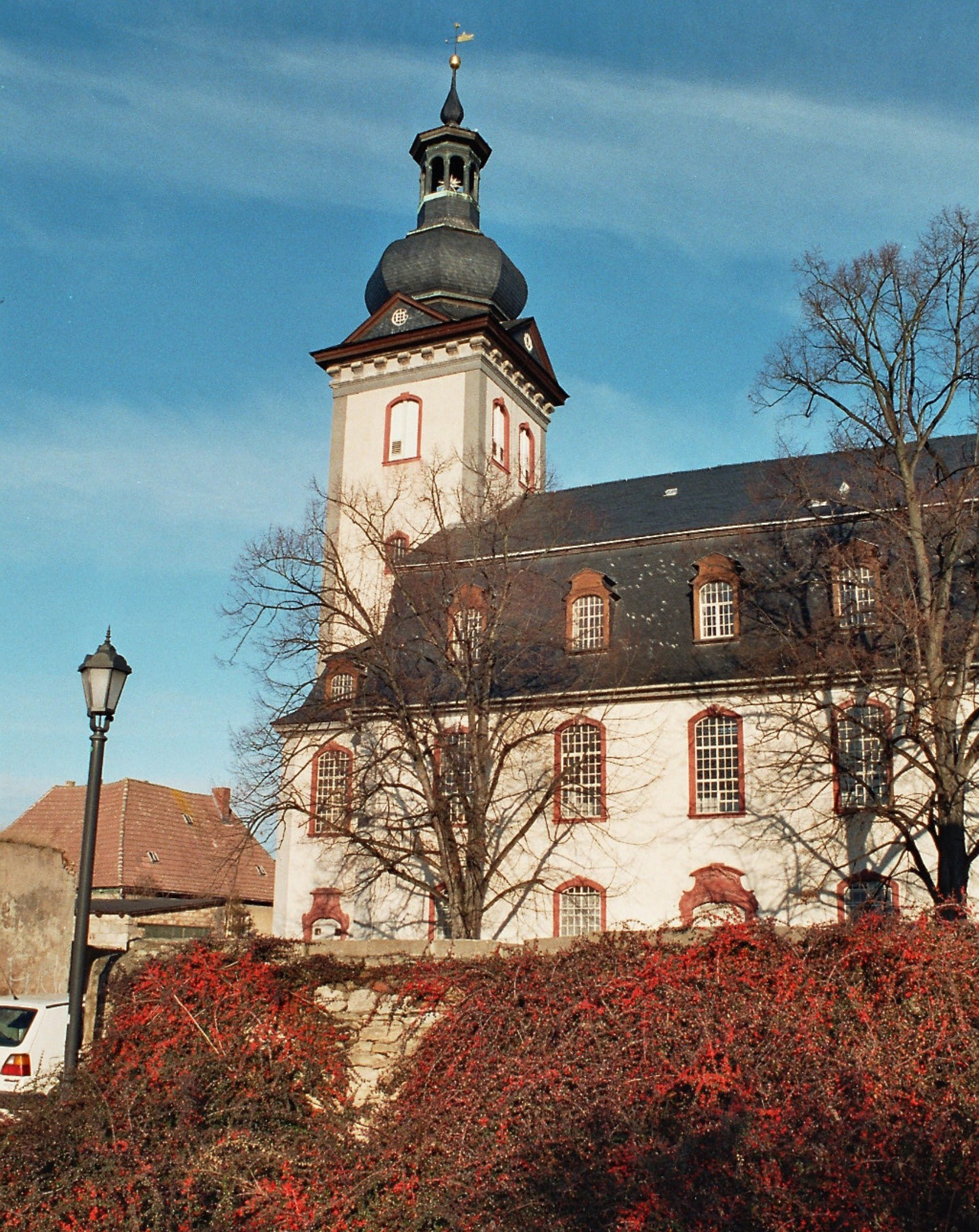
Evangelische St.-Johannis-Baptist-Kirche

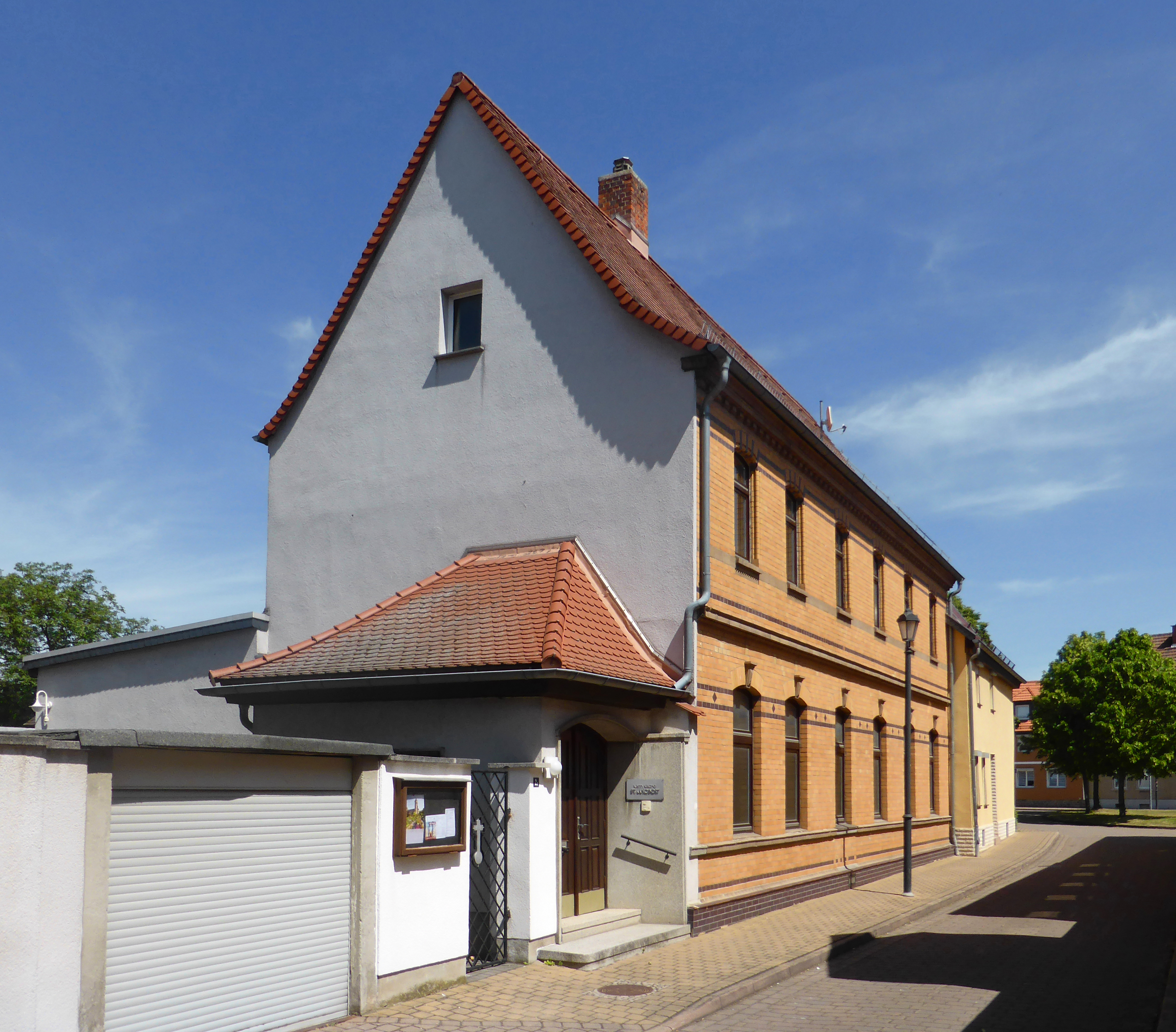
Katholische St.-Wigbert-Kapelle

Die Einwohner und die Kirche von Allstedt wurden durch die Reformation protestantisch.
Die St.-Johannis-Baptist-Kirche in Allstedt gehört zum Kirchenkreis Eisleben-Sömmerda der Evangelischen Kirche in Mitteldeutschland.
Die katholische St.-Wigbert-Kapelle gehört seit 2010 zur Pfarrei Sangerhausen im Dekanat Merseburg des Bistums Magdeburg. Die Katholiken in Allstedt gehörten bis 1994 zum Bistum Fulda, waren jedoch durch die Innerdeutsche Grenze vom Bistum Fulda abgetrennt und in der DDR dem Bischöflichen Amt Erfurt-Meiningen zugeordnet. 1994 wechselte die Pfarrkuratie Allstedt aus der Pfarrei Bad Frankenhausen des Bischöflichen Amtes Erfurt-Meiningen in das neugegründete Bistum Magdeburg. Die Kapelle wurde per Dekret vom 28. August 2023 mit dem letzten Gottesdienst am 21. Oktober 2023 profaniert. Die zuletzt monatlich in der Kapelle stattfindende Vorabendmesse findet seitdem in der evangelischen Kirche statt.
Vom 12. Jahrhundert bis 1538 bestand bei Allstedt das Augustiner-Chorherren-Kloster Kaltenborn. Im April 1525 wurde es von Bewohnern der Orte Riestedt und Emseloh geplündert und verwüstet.

## Politik

### Stadtrat
Der Stadtrat wird für fünf Jahre gewählt und setzt sich aus 19 Mitgliedern und dem Bürgermeister zusammen.
Seit der Kommunalwahl vom 9. Juni 2024 verteilen sich die Sitze folgendermaßen auf die einzelnen Parteien und Listen:
- Linke: 1
- SPD: 2
- WG: 4
- FDP: 1
- FBM: 2
- CDU: 5
- AfD: 3
- EB: 1

| Partei / Liste                                    | Sitze |
| ------------------------------------------------- | ----- |
| Christlich Demokratische Union Deutschlands (CDU) | 5     |
| Alternative für Deutschland (AfD)                 | 3     |
| Sozialdemokratische Partei Deutschlands (SPD)     | 2     |
| Freie Bürger Mitteldeutschland (FBM)              | 2     |
| Die Linke                                         | 1     |
| Freie Demokratische Partei (FDP)                  | 1     |
| Wählergruppen                                     | 4     |
| Einzelbewerber                                    | 1     |

### Bürgermeister
Der parteilose Daniel Kirchner setzte sich am 25. Februar 2024 in der Stichwahl gegen die Kandidatin der CDU durch und wurde damit zum Bürgermeister von Allstedt gewählt.
Sein Vorgänger Jürgen Richter (CDU) wurde 2003 zum ersten Mal zum Bürgermeister von Allstedt gewählt. Nach zweifacher erfolgreicher Wiederwahl trat er 2024 aus Altersgründen nach 20 Jahren im Amt nicht noch einmal an.

### Wappen und Flagge
Das Wappen wurde am 9. November 1998 vom Regierungsbezirk Halle genehmigt und unter Nr. 55/1998 im Landesarchiv Sachsen-Anhalt registriert.
| Wappen von Allstedt | Blasonierung: „Gespalten und halbgeteilt; vorn in Rot ein gekrönter silberner Adler am Spalt, hinten Schwarz über Silber, belegt mit zwei schräg gekreuzten roten Schwertern.“ |
| Wappen von Allstedt | Wappenbegründung: Das Wappen wurde erstmals in einer Flugschrift Thomas Müntzers aus dem Sommer 1524 erwähnt. Der weiße Adler auf rotem Grund vorn ist ein Symbol der alten Pfalzgrafschaft Allstedt. Die Schwerter auf schwarz-weißem Grund stammen auf dem alten Kursächsischen Wappen. In älteren Darstellungen ist das Allstädter Wappen von einem wilden Mann gekrönt. |

Die Flagge der Stadt zeigt – abgeleitet von den Hauptfarben des Wappens – die Farben Weiß-Rot.

### Städtepartnerschaften
Mit Vrbove in der Slowakei und Vítkov in Tschechien sowie Trendelburg in Hessen pflegt Allstedt partnerschaftliche Beziehungen.

## Wirtschaft und Infrastruktur
Niederländische Investoren planten eine große Schweinemastanlage bei Allstedt. Eine Bürgerinitiative konnte dieses Vorhaben 2010 verhindern. Dafür soll nun entlang der Rollbahn des Flugplatzes ein 2,5 Kilometer langer Solarpark errichtet werden.
Allstedt liegt an der A 38 Göttingen–Leipzig (Ausfahrt Allstedt). Der Bahnhof Allstedt an der Bahnstrecke aus Oberröblingen wird im Personenverkehr seit 1973 nicht mehr bedient Die Strecke wurde 1999 abgebaut. Die nächsten Bahnhöfe befinden sich nunmehr in Sangerhausen und Artern an der Bahnstrecke Sangerhausen–Erfurt. Zu diesen Orten existieren mehrmals täglich Busverbindungen.
Allstedt hat einen kleinen Flugplatz, der bis 1992 von der GSSD genutzt wurde.

## Kultur und Sehenswürdigkeiten

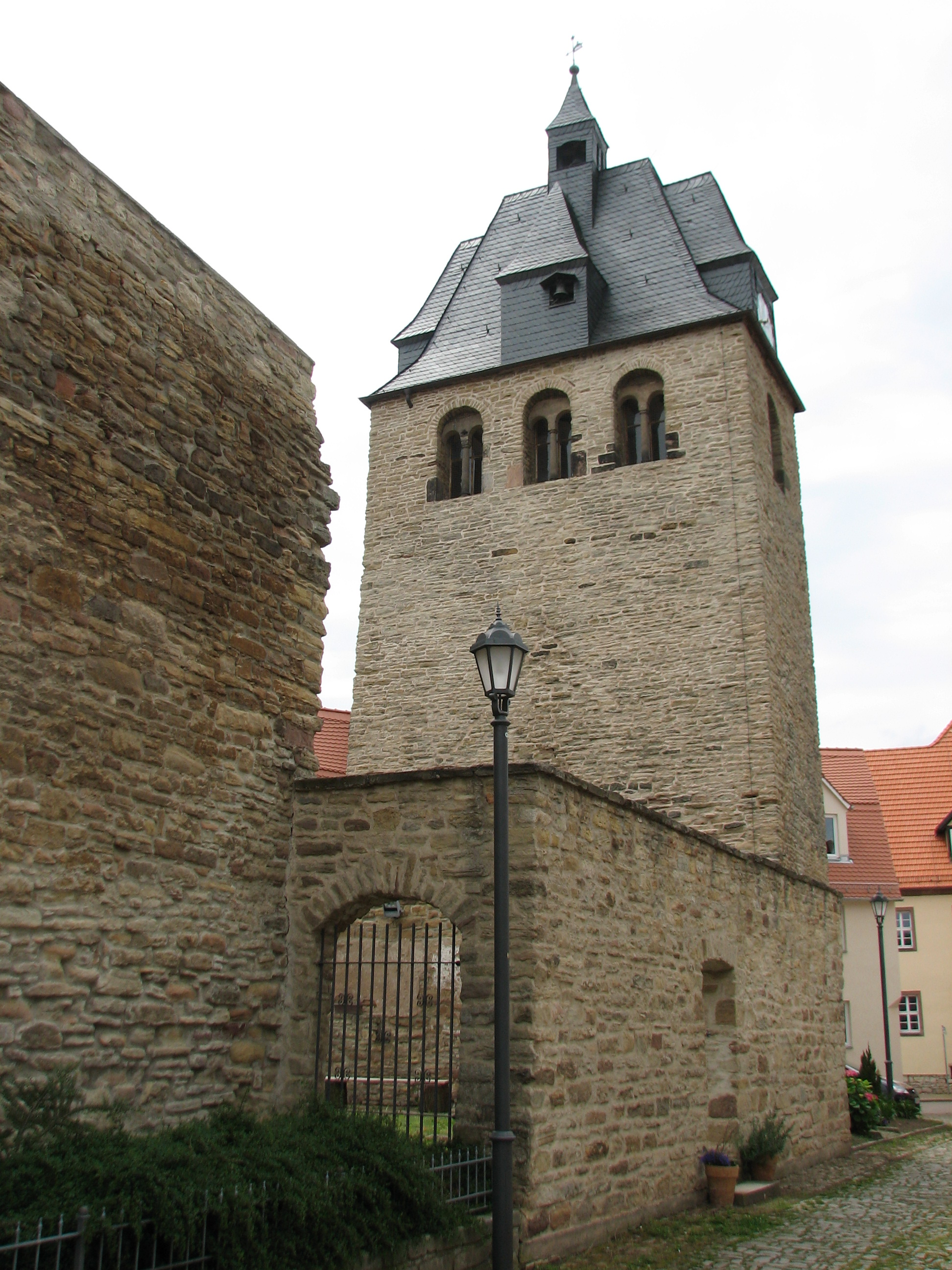
Wigberti-Kirche: Das Kirchenschiff ist eine sanierte Ruine, vom Kirchturm ist ein Rundblick möglich.

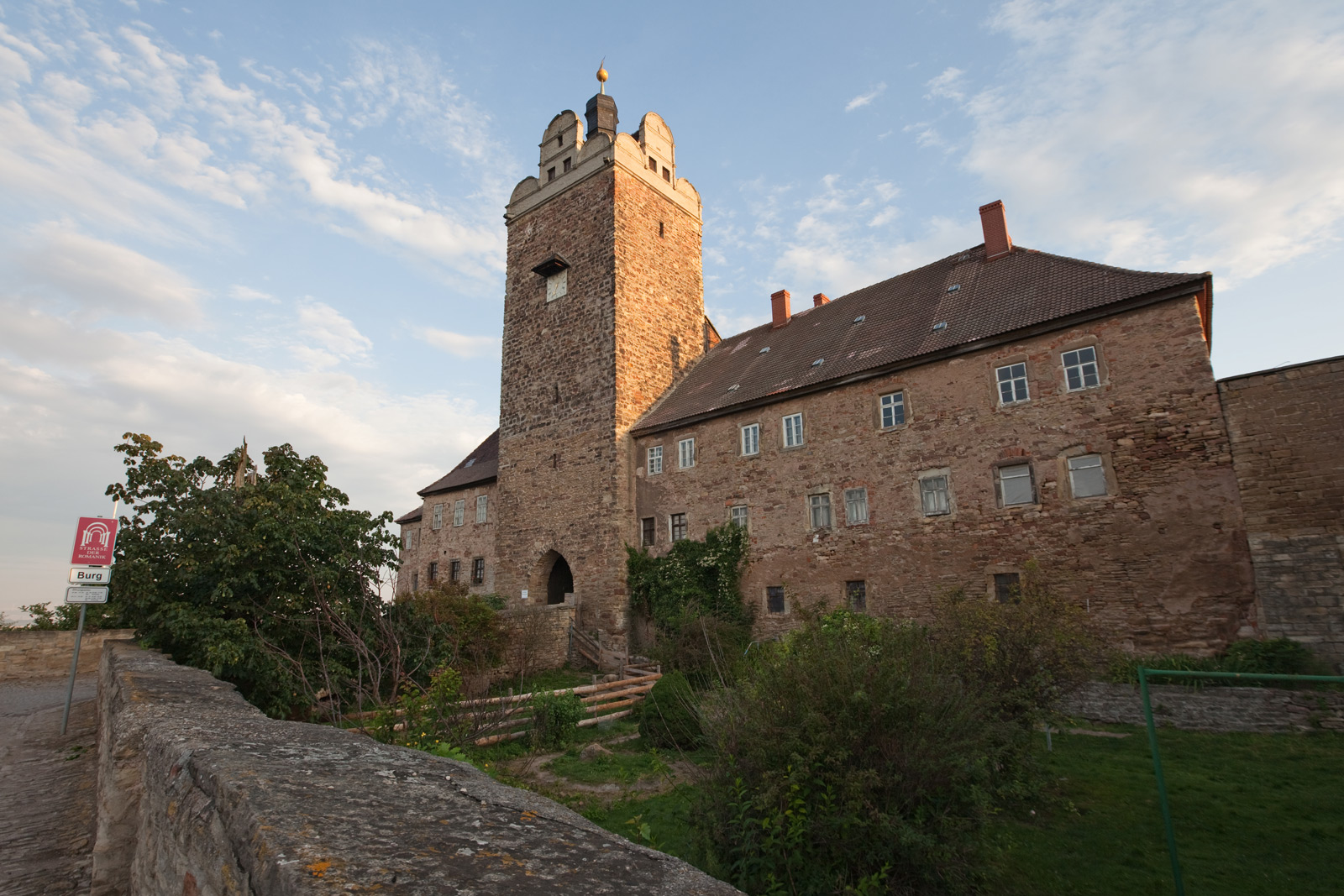
Schloss Allstedt (ehemals Burg & Schloss Allstedt genannt)

Erinnerungsplakette zum Besuch der Thomas-Müntzer-Gedenkstätte aus der DDR-Zeit

- Pfalz Allstedt. Aus der Pfalz ging die Burg Allstedt hervor, die häufig auch als Schloss bezeichnet wird und heute ein Museum über die Geschichte Allstedts und der Burg beherbergt. In der Vorburg finden Veranstaltungen (Genussabende) statt, im Sommer öffnet unterm Blauglockenbaum ein Biergarten[15]. Auf der Burg- und Schlossanlage finden regelmäßig Veranstaltungen (u. a. Burgfrühling, #adventimturm) statt. Gleichzeitig ist die Burg auch Sitz des Verbandes deutscher Schwarzpulverkanoniere (VDSK),
- St. Johannis Baptist
- Wigberti-Kirche aus dem 8. Jahrhundert
- Im Ortsteil Holdenstedt betreibt der Verein Feuerwehrhistorik Holdenstedt ein Feuerwehrmuseum, in dem die Geschichte der Feuerwehr zwischen 1933 und 1990 in der Region dargestellt wird.

Allstedt verfügt über ein Freibad sowie ein Rollhockey- und Tennisstadion. Der örtliche Rollhockeyverein SV Allstedt spielt in der 2. Bundesliga. Zudem besitzt Allstedt den Waldsportplatz mit Hauptplatz, Nebenplatz mit Flutlicht und einem Kleinspielfeld. Im Spielbetrieb befinden sich die erste Männermannschaft (Kreisoberliga), die Damenmannschaft (Landesliga), auf Kreisebene drei Jugendmannschaften und das Oldie-Team als Spielgemeinschaft mit den Nachbarn aus Wolferstedt.
Obwohl die Bahnverbindung eingestellt wurde, findet immer im Mai auf dem Bahnhof ein Bahnhofsfest statt.